# Saison 1 d'Outlander
Chronologie
Saison 2
Cet article présente les épisodes de la première saison de la série télévisée américaine Outlander.

## Synopsis
En 1945, au sortir de la Seconde Guerre mondiale, Claire Randall se retrouve transportée dans l’Écosse de 1743. Pour survivre, elle y est forcée d'épouser un Highlander, Jamie dont elle tombe amoureuse. La jeune "Sassenach", surnom donné aux Anglais de l'époque en Écosse se retrouve alors déchirée entre deux hommes qu'elle aime, dont l'un son mari coincé au XXe siècle...

## Distribution

### Acteurs principaux
- Caitriona Balfe (VF : Claire Tefnin) : Claire Randall (née Beauchamp) / Fraser
- Sam Heughan (VF : Nicolas Matthys) : James « Jamie » Fraser
- Tobias Menzies (VF : Simon Duprez) : Frank / Jonathan « Jack » Randall
- Graham McTavish (VF : Jean-Michel Vovk) : Dougal MacKenzie
- Gary Lewis (VF : Robert Guilmard) : Colum MacKenzie
- Stephen Martin Walters (en) : Angus Mhor
- Laura Donnelly : Janet « Jenny » Fraser
- Lotte Verbeek (VF : Marie Van Ermengem) : Geillis Duncan
- Duncan Lacroix : Murtagh Fraser
- Grant O'Rourke : Rupert MacKenzie
- Bill Paterson : Ned Gowan
- Simon Callow (VF : Philippe Résimont) : le duc de Sandringham

### Acteurs récurrents
- Annette Badland (VF : Nathalie Hons) : Madame Fitzgibbons
- James Fleet (VF : Patrick Waleffe) : Révérend Reginald Wakefield
- Tracey Wilkinson (VF : Fabienne Loriaux) : Madame Graham
- Aislín McGuckin (en) : Letitia MacKenzie
- Roderick Gilkison : Hamish MacKenzie
- Nell Hudson (VF : Delphine Chauvier) : Laoghaire MacKenzie
- Finn Den Hertog (VF : Thibaut Delmotte) : Willie
- Tim McInnerny (VF : Michel Hindryckx) : Père Bain
- Douglas Henshall : Taran MacQuarrie
- Simon Meacock : Hugh Munro
- Edmund Digby-Jones : Corporal Hawkins
- Frazer Hines : Sir Fletcher Gordon
- Lochlann O'Mearain : Horrocks

## Liste des épisodes

### Épisode 1:Sassenach
- États-Unis : 9 août 2014 sur Starz[1]
- Canada : 24 août 2014 sur Showcase
- Suisse : 18 novembre 2015 sur RTS Un
- Québec : 16 janvier 2016 à la Télévision de Radio-Canada
- France : 3 avril 2016 sur Netflix

- États-Unis : 720 000 téléspectateurs[2] (première diffusion)

### Épisode 2:Le Château de Leoch
- États-Unis : 16 août 2014
- Suisse : 18 novembre 2015 sur RTS Un
- Québec : 23 janvier 2016 à la Télévision de Radio-Canada
- France : 3 avril 2016 sur Netflix

- États-Unis : 895 000 téléspectateurs[3] (première diffusion)

### Épisode 3:La Légende de la dame de Balnain
- États-Unis : 23 août 2014
- Suisse : 25 novembre 2015 sur RTS Un
- Québec : 30 janvier 2016 à la Télévision de Radio-Canada
- France : 3 avril 2016 sur Netflix

- États-Unis : 1 million de téléspectateurs[4] (première diffusion)

### Épisode 4:Le Serment d'allégeance
- États-Unis : 30 août 2014
- Suisse : 25 novembre 2015 sur RTS Un
- Québec : 6 février 2016 à la Télévision de Radio-Canada
- France : 3 avril 2016 sur Netflix

- États-Unis : 843 000 téléspectateurs[5] (première diffusion)

Diana Gabaldon

### Épisode 5:La Collecte
- États-Unis : 6 septembre 2014
- Suisse : 2 décembre 2015 sur RTS Un
- Québec : 13 février 2016 à la Télévision de Radio-Canada
- France : 3 avril 2016 sur Netflix

- États-Unis : 948 000 téléspectateurs[6] (première diffusion)

### Épisode 6:Le Commandant de la garnison
- États-Unis : 13 septembre 2014
- Suisse : 2 décembre 2015 sur RTS Un
- Québec : 20 février 2016 à la Télévision de Radio-Canada
- France : 3 avril 2016 sur Netflix

- États-Unis : 1,097 million de téléspectateurs[7] (première diffusion)

### Épisode 7:Le Mariage
- États-Unis : 20 septembre 2014
- Suisse : 9 décembre 2015 sur RTS Un
- Québec : 27 février 2016 à la Télévision de Radio-Canada
- France : 3 avril 2016 sur Netflix

- États-Unis : 1,233 million de téléspectateurs[8] (première diffusion)

### Épisode 8:D'un monde à l'autre
- États-Unis : 27 septembre 2014
- Suisse : 9 décembre 2015 sur RTS Un
- Québec : 5 mars 2016 à la Télévision de Radio-Canada
- France : 3 avril 2016 sur Netflix

- États-Unis : 1,417 million de téléspectateurs[9] (première diffusion)

### Épisode 9:Une bonne correction
- États-Unis : 4 avril 2015[10]
- Canada : 5 avril 2015 sur Showcase
- Suisse : 16 décembre 2015 sur RTS Un
- Québec : 12 mars 2016 à la Télévision de Radio-Canada
- France : 3 avril 2016 sur Netflix

- États-Unis : 1,22 million de téléspectateurs[11] (première diffusion)
- Canada : 859 000 téléspectateurs[12] (première diffusion)

### Épisode 10:Mon petit doigt me dit
- États-Unis : 11 avril 2015
- Suisse : 16 décembre 2015 sur RTS Un
- Québec : 19 mars 2016 à la Télévision de Radio-Canada
- France : 3 avril 2016 sur Netflix

- États-Unis : 860 000 téléspectateurs[13] (première diffusion)

### Épisode 11:La Marque du diable
- États-Unis : 18 avril 2015
- Suisse : 23 décembre 2015 sur RTS Un
- Québec : 26 mars 2016 à la Télévision de Radio-Canada
- France : 3 avril 2016 sur Netflix

- États-Unis : 1,093 million de téléspectateurs[14] (première diffusion)

### Épisode 12:Lallybroch
- États-Unis : 25 avril 2015
- Suisse : 23 décembre 2015 sur RTS Un
- Québec : 2 avril 2016 à la Télévision de Radio-Canada
- France : 3 avril 2016 sur Netflix

- États-Unis : 1,112 million de téléspectateurs[15] (première diffusion)

### Épisode 13:La Garde
- États-Unis : 2 mai 2015
- Suisse : 30 décembre 2015 sur RTS Un
- France : 3 avril 2016 sur Netflix
- Québec : 9 avril 2016 à la Télévision de Radio-Canada

- États-Unis : 1,048 million de téléspectateurs[16] (première diffusion)

### Épisode 14:Une chanson pour Jamie
- États-Unis : 9 mai 2015
- Suisse : 30 décembre 2015 sur RTS Un
- France : 3 avril 2016 sur Netflix
- Québec : 16 avril 2016 à la Télévision de Radio-Canada

- États-Unis : 1,084 million de téléspectateurs[17] (première diffusion)

### Épisode 15:La Prison de Wentworth
- États-Unis : 16 mai 2015
- Suisse : 6 janvier 2016 sur RTS Un
- France : 3 avril 2016 sur Netflix
- Québec : 23 avril 2016 à la Télévision de Radio-Canada

- États-Unis : 1,014 million de téléspectateurs[18] (première diffusion)

### Épisode 16:La Rançon d'une âme
- États-Unis : 30 mai 2015
- Suisse : 6 janvier 2016 sur RTS Un
- France : 3 avril 2016 sur Netflix
- Québec : 30 avril 2016 à la Télévision de Radio-Canada

- États-Unis : 981 000 téléspectateurs[19] (première diffusion)